# Polom (nádraží)
Polom je železniční stanice, která se nachází ve východní části obce Polom v okrese Přerov. Leží v km 221,765 elektrizované dvoukolejné železniční trati Přerov–Bohumín mezi stanicemi Hranice na Moravě a Suchdol nad Odrou.

## Historie
Trať procházející zastávkou byla zprovozněna 1. května 1847 a k témuž datu byla otevřena i stanice Polom. V průběhu let se pro označení stanice používal střídavě německý název Pohl (do roku 1918 a poté v letech 1938 až 1945) a český název Polom (mezi léty 1918 a 1938, potom od roku 1945).
V letech 2001 až 2004 probíhala modernizace traťového úseku Hranice na Moravě – Studénka, což zahrnovalo rovněž přestavbu stanice Polom. Došlo ke změně konfigurace kolejiště, jedna dopravní kolej musela ustoupit výstavbě ostrovního nástupiště. Také byla zbourána původní výpravní budova, kterou nahradila nová přízemní stavba. Bylo vybudováno také nové trakční vedení, avšak jeden nepotřebný původní sloup trakčního vedení ve stanici zůstal, neboť na něm sídlil pár čápů.
V roce 2002 byl ve stanici zahájen ověřovací provoz elektronického stavědla ESA 11.
Od 29. května 2009 je stanice dálkově řízena z Centrálního dispečerského pracoviště Přerov.

## Popis stanice
Stanice se skládá ze čtyř dopravních kolejí, které jsou od budovy číslovány 4, 2, 1 a 3. Do suchdolského zhlaví je pak zapojena kusí manipulační kolej č. 6. Všechny výhybky (13 kusů) a výkolejka Vk1 na koleji č. 6 jsou přestavovány ústředně pomocí elektromotorických přestavníků.

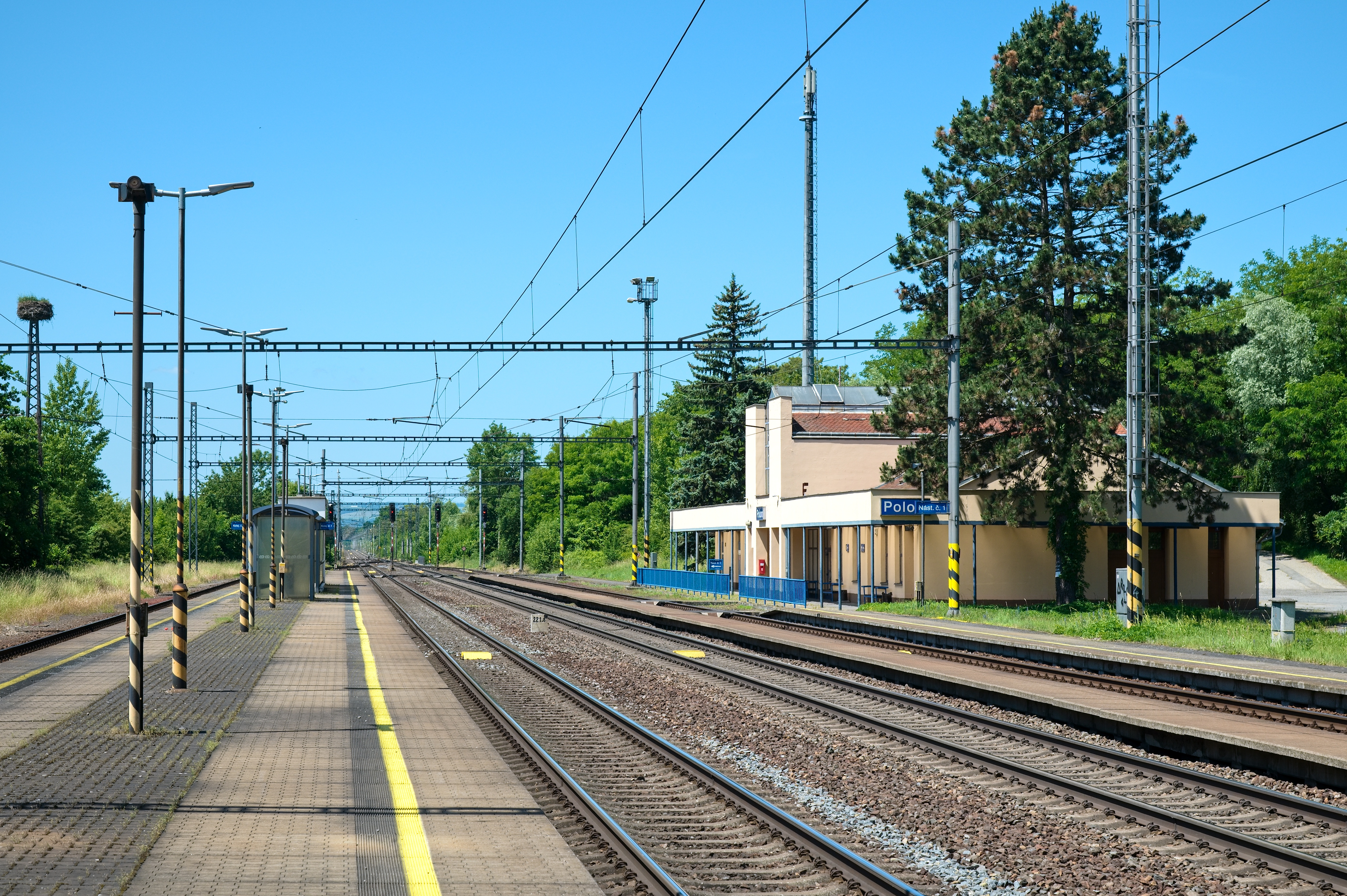
Celkový pohled na kolejiště ve směru k Hranicím na Moravě, vlevo ostrovní nástupiště, vpravo úrovňová nástupiště a výpravní budova

U koleje č. 4 je jednostranné nástupiště č. 1 s nástupní hranou ve výšce 250 mm nad temenem kolejnice, u koleje č. 2 je vnitřní jednostranné nástupiště č. 2 a mezi kolejemi č. 1 a 3 je ostrovní nástupiště č. 3. Nástupní hrany jsou tak u všech dopravních kolejí, všechny mají délku 190 m. Nástupiště č. 1 je vnější, nástupiště č. 2 má úrovňový příchod přes kolej č. 4, přístup na ostrovní nástupiště je podchodem a výtahem.
Ve směru od Hranic na Moravě stanice začíná vjezdovými návěstidly 1S a 2S v km 221,028, z opačné strany začíná vjezdovými návěstidly 1L a 2L v km 223,017. Všechna hlavni návěstidla (vjezdová a odjezdová) jsou světelná. Stanice je vybavena elektronickým stavědlem typu ESA 11, které je v základním stavu dálkově ovládáno z Centrálního dispečerského pracoviště Přerov, případně pohotovostním výpravčím ze stanice Ostrava–Svinov. V případě potřeby je možná i místní obsluha z dopravní kanceláře ve stanici.
Jízdy vlaků v přilehlých traťových úsecích jsou zabezpečeny tříznakovým obousměrným automatickým blokem typu ABE-1 s úplnou blokovou podmínkou. Volnost oddílů je zjišťována pomocí kolejových obvodů. Přilehlé úseky jsou rovněž vybaveny zabezpečovačem ETCS úrovně 2.